# Liste der Monuments historiques in Gilocourt
Die Liste der Monuments historiques in Gilocourt führt die Monuments historiques in der französischen Gemeinde Gilocourt auf.

## Liste der Bauwerke
| Bezeichnung                   | Beschreibung                  | Standort | Kennzeichnung | Schutzstatus | Datum | Bild           |
| ----------------------------- | ----------------------------- | -------- | ------------- | ------------ | ----- | -------------- |
| Kirche St-Martin und Friedhof | Erbaut ab dem 12. Jahrhundert | (Lage)   | PA00114703    | Inscrit      | 1948  | weitere Bilder |

## Liste der Objekte

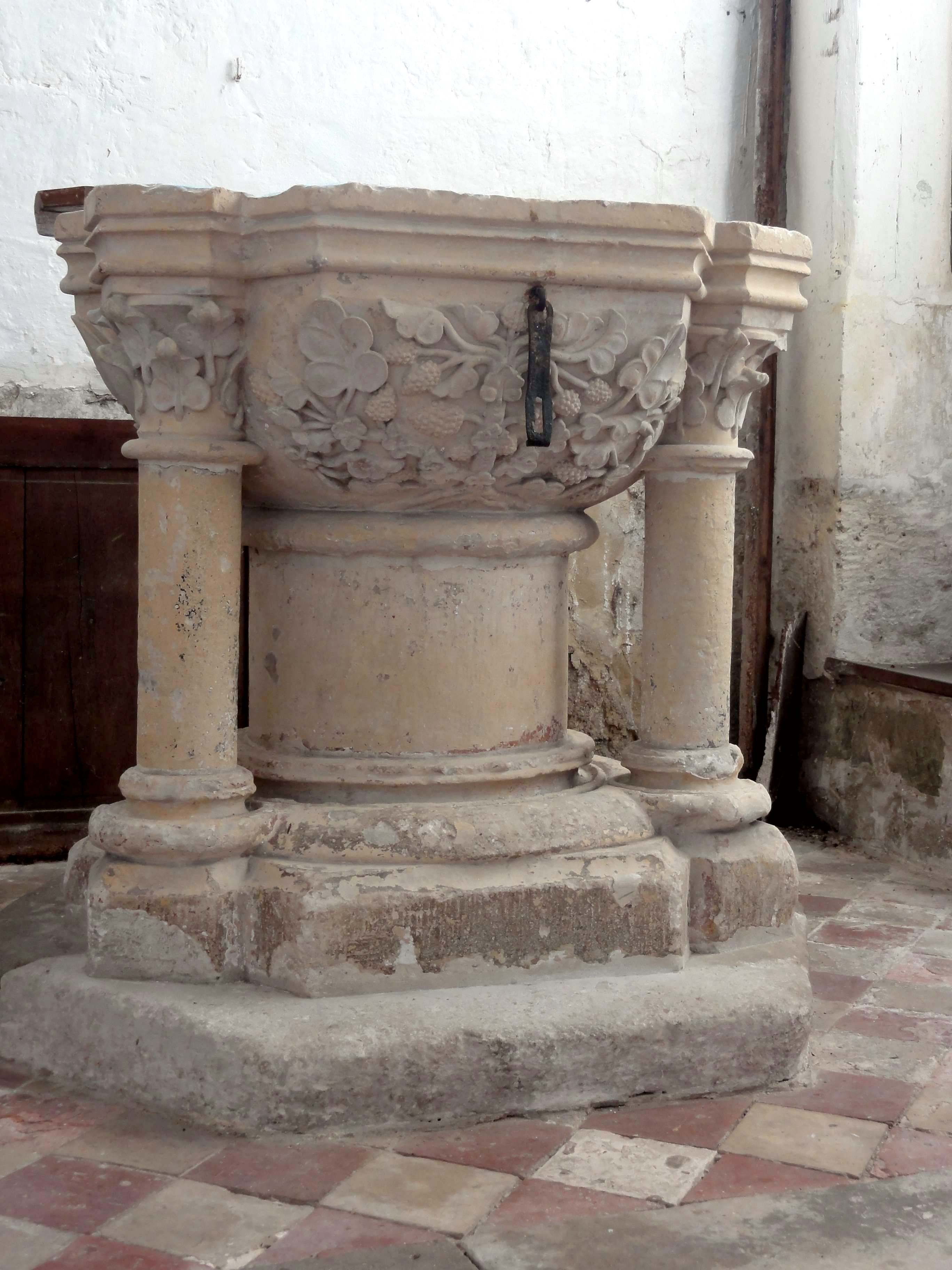
Taufbecken in Gilocourt

- Monuments historiques (Objekte) in Gilocourt in der Base Palissy des französischen Kultusministeriums

Siehe auch: Taufbecken (Gilocourt)